# Zarigüeya Heidi
Heidi fue una zarigüeya residente del Zoo de Leipzig, en Alemania. En diciembre de 2010, la zarigüeya, de dos años y medio de edad, y con los ojos bizcos saltó a la fama tras ser objeto de la publicación alemana Bild. Poco después, Heidi inspiró una popular canción de YouTube, fue objeto de una línea de animales de peluche, y tuvo una página de Facebook con más de trescientos mil seguidores.
La nueva muestra de vida salvaje del se hará pública en julio de 2011 y contará con la participación de Heidi junto a otras dos zarigüeyas: su hermana Naira y un macho llamado Teddy. Los medios de comunicación internacionales destacan que Heidi es uno de varios animales de los zoos alemanes que han saltado a los titulares en los últimos años; le sigue los pasos a populares animales como Knut, Flocke o el pulpo Paul.

## Vida
Heidi fue cedido al zoo de Leipzig por el Zoo de Odense, en Dinamarca, en mayo de 2010, si bien, fue originalmente criada en un santuario animal en Carolina del Norte, tras encontrarse huérfana.  Los oficiales del zoo creen que su atributo más distintivo, sus ojos bizcos, se deben a depósitos de grasa tras sus ojos como resultado de una dieta pobre en sus primeros años de vida.  Si bien este fenómeno no afecta su salud en modo alguno, dado que los zarigüeyas son animales nocturnos, sí que le hace más vulnerable a los depredadores salvajes. El zoo sometió a Heidi a un severa dieta poco después de su llegada gracias a la cual ha perdido 400 gramos de peso.
El 28 de septiembre de 2011 fue eutanasiada a causa de su avanzada edad, ya que los cuidadores del zoo decidieron que en su estado merecía morir antes que sufrir esa agonía provocada por los achaques de su vejez.

## Popularidad
En diciembre de 2010, la revista alemana Bild publicó fotografías de varios animales que se mostrarán en la próxima exhibición del Zoo de Leipzig, muestra que se conoce como Gondwanaland. Las fotografías de la zaragüeya Heidi, con sus ojos bizcos, enseguida acapararon atención. Aunque el zoo ha descartado planes para comercializar la imagen del pequeño marsupial, su fama ha desembocado en una popularidad inusitada en Facebook, al igual que su éxito musical, escrito por Stefan Langner y Gitta Lüdicke. La canción, titulada Opossum Heidi Schielt ("La zagigüeya Heidi bizquea"), la interpreta una banda llamada "OposSUM and the Beutelrattenthree". Tres niñas cantan el estribillo que dice: "Heidi is so sweet. How nice that she exists. I fell so in love with her from the first." ("Heide es tan dulce. Que bueno que esté entre nosotros. Me enamoré de ella nada más verla")
A pesar de su repentina fama, el zoo no cambió la muestra para darle un papel más protagonista. Las relaciones públicas del zoo, Maria Saegebart, declaró en enero: "Entendemos que Heidi se haya hecho tan popular que mucha gente vendrá para verla, pero no por ello vamos a cambiar la estrategia del zoo por ella, es un animal entre mucho otros."  Heidi participará (vía satélite) en la 83. edición de los premios Óscar, que se celebran el 27 de febrero de 2011 en Hollywood, Estados Unidos.